# كريل دقيق العيون
ايفوزي دقيق العيون أو كريل دقيق العيون (الاسم العلمي: Stylocheiron microphthalma) هو نوع من الحيوانات البحرية يتبع جنس ايفوزي قلمي اليد من فصيلة الايفوزية.